# Romancheina
Romancheina is een mosdiertjesgeslacht uit de familie van de Romancheinidae en de orde Cheilostomatida. De wetenschappelijke naam ervan is in 1888 voor het eerst geldig gepubliceerd door Jullien.

## Soort
- Romancheina asymmetrica Moyano, 1975
- Romancheina barica (Rogick, 1955)
- Romancheina labiosa (Busk, 1854)

Niet geaccepteerde soort:
- Romancheina martiali Jullien, 1888 → Romancheina labiosa (Busk, 1854)